# Guzmania kraenzliniana
Guzmania kraenzliniana là một loài thực vật có hoa trong họ Bromeliaceae. Loài này được Wittm. mô tả khoa học đầu tiên năm 1890.